# Albert Betts
Pour les articles homonymes, voir Betts.
Albert Edward Betts (né le 8 février 1888 à Birmingham dans les Midlands de l'Ouest et mort le 20 février 1924) est un gymnaste britannique. Il participe à deux Jeux olympiques.

## Jeux olympiques
- Jeux olympiques de 1912 à Stockholm ( Suède)
  - e position à l'épreuve masculine en équipe.

- Jeux olympiques de 1920 à Anvers ( Belgique)
  - 5e position à l'épreuve masculine en équipe.